# Pierre-Gaspard-Herculin de Chastenet de Puységur
Pour les autres membres de la famille, voir Famille de Chastenet de Puységur.
Pierre-Gaspard-Herculin de Chastenet, comte de Puységur (4 août 1769, La Rochelle - 10 février 1848, Rabastens), est un homme politique français.

## Biographie
demi-frère de Pierre-Louis et Jean-Auguste de Chastenet de Puységur, fils d'un maréchal de camp d'infanterie, gouverneur de Thionville, il émigra à la Révolution et servit à Quiberon. Créé comte par Louis XVIII, le 10 décembre 1823, il fut nommé pair de France le 23 décembre 1823.
En 1830, il prêta serment à Louis-Philippe et continua à siéger à la chambre jusqu'à sa mort.

## Sources
- « Puységur (Pierre-Gaspard-Herculin de Chastenet, comte de) », dans Adolphe Robert et Gaston Cougny, Dictionnaire des parlementaires français, Edgar Bourloton, 1889-1891 [détail de l’édition]